# Мисс США 2003
Мисс США 2003 (англ. Miss USA 2003) — 52-й конкурс красоты Мисс США, проведён в «San Antonio Municipal Auditorium», Сан-Антонио, штат Техас 24 марта 2003 года. Победительницей стала Сьюзи Кастильо представительница штата Массачусетс.
Формат конкурса возвратился к формату Топ 10 — купальный костюм и вечернее платье. Как и в 2002 году, у полуфиналисток не было интервью. Это был последний год, когда объявлялось организаторами конкурса о Топ 10 участниц. В последующие годы Топ увеличился до 15.
Ведущей вечера стала Дейзи Фуэнтес, в 1995 году она была лишь комментатором мероприятия. Билли Буш также проводил конкурс в 2004 и 2005 годах, а также Мисс Вселенная. Комментатором конкурса стала Шанти Хинтон. Зрителей развлекала группа «Burn The Floor».

## Результаты

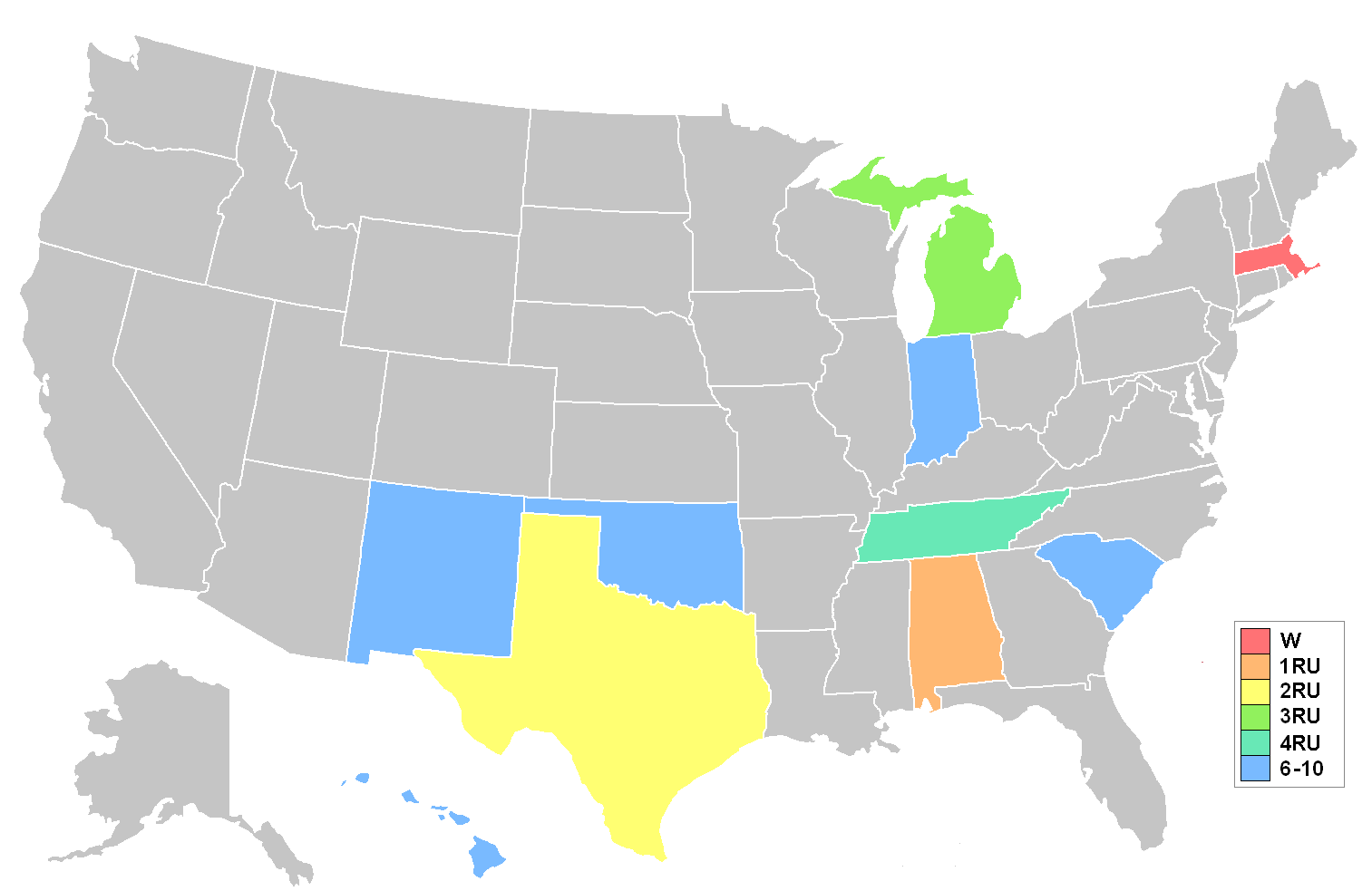
Карта США, показывающая штаты-участницы финала «Мисс США 2003».

| Финальный результат | Конкурсантка |
| ------------------- | --- |
| Мисс США 2003       | - Массачусетс — Сьюзи Кастильо |
| 1-я Вице Мисс       | - Алабама — Мишель Арнетт |
| 2-я Вице Мисс       | - Техас — Николь О’Брайан |
| 3-я Вице Мисс       | - Мичиган — Элиза Кэтлин Шлиф |
| 4-я Вице Мисс       | - Теннесси — Бет Худ |
| Топ 10              | - Гавайи — Алисия Малия Мичиока - Индиана — Ташина Брук Кастигар - Нью-Мексико — Алина Огл - Оклахома — Стар Уильямс - Южная Каролина — Анна Хэнкс |

### Специальные награды
| Награда              | Участницы                    |
| -------------------- | ---------------------------- |
| Мисс Конгениальность | - Вашингтон — Бринн Парриотт |
| Мисс Фотогеничность  | - Миннесота — Сара Чаилл     |

## Штаты-участницы
| Штат                       | Участница                | Родной город/регион | Возраст | Рост  | Место          | Награда              | Примечание |
| -------------------------- | ------------------------ | ------------------- | ------- | ----- | -------------- | -------------------- | --- |
| Алабама                    | Мишель Арнетт            | Дотан               | 25      | 5'10" | 1-я Вице мисс  |                      | |
| Аляска                     | Стейси Стори             | Игл-Ривер           | 25      | 5'8"  |                |                      | В прошлом «Мисс Аляска» 1995 |
| Аризона                    | Нафиса ДеФлориас         | Финикс              | 26      | 5'9"  |                |                      | |
| Арканзас                   | Тейлор Карлайл           | Джэксонвилл         | 21      | 5'7"  |                |                      | |
| Калифорния                 | Кэндис Сандерс           | Ла-Хабра            | 26      | 5'10" |                |                      | |
| Колорадо                   | Эрин Капертон МакГрегор  | Денвер              | 26      | 5'9"  |                |                      | В прошлом «Мисс Колорадо 1999» |
| Коннектикут                | Мишель ЛаФранс           | Орандж              | 24      | 5'7"  |                |                      | |
| Делавэр                    | Шерил Линн Кроу          | Фелтон              | 24      | 5'9"  |                |                      | В прошлом «Юная мисс Делавэр 1997» |
| Вашингтон (округ Колумбия) | Мишель Долли Райт        | Вашингтон           | 26      | 5'6"  |                |                      | В прошлом «Юная мисс Округ Колумбия 1995» |
| Флорида                    | Керри Энн Мьюха          | Форт-Лодердейл      | 24      | 5'10" |                |                      | |
| Джорджия                   | Эрин Хейни               | Атланта             | 22      | 5'7"  |                |                      | |
| Гавайи                     | Алисия Малия Мичиока     | Капаа               | 24      | 5'5"  | Топ 10         |                      | Её сестра Жюстин Мичиока, стала победительницей «Мисс Гавайи 2004». Позже, «Миссис Гавайи 2004» и 1-я Вице мисс на «Миссис США 2004».                    |
| Айдахо                     | Лана Райт                | Покателло           | 25      | 5'8"  |                |                      | |
| Иллинойс                   | Агнешка Закрета          | Роллинг-Медоус      | 24      | 5'9"  |                |                      | В прошлом «Miss Tourism International 1999» как представитель Польши.                                                                                    |
| Индиана                    | Ташина Брук Кастигар     | Уэст-Терр-Хаут      | 22      | 5'9"  | Топ 10         |                      | В прошлом «Юная мисс США 1998» |
| Айова                      | Линси Грэмс              | Урбандэйл           | 20      | 6'0"  |                |                      | |
| Канзас                     | Алисия Анджелина Кабрера | Ливуд               | 24      | 5'8"  |                |                      | |
| Кентукки                   | Лори Митчелл             | Скотсвилл           | 21      | 5'7"  |                |                      | |
| Луизиана                   | Бриттни Роджерс          | Шривпорт            | 20      | 5'6"  |                |                      | Победительница «Fear Factor» Мисс США 2003. Она и её семья заняли 9 место «The Amazing Race».                                                            |
| Мэн                        | Лэйси Хатчинсон          | Биддефорд           | 23      | 5'6"  |                |                      | |
| Мэриленд                   | Хайме Крамер             | Пасадина            | 19      | 5'10" |                |                      | |
| Массачусетс                | Сьюзи Кастильо           | Лоренс              | 23      | 5'8"  | Победительница |                      | В прошлом «Юная мисс Массачусетс 1998» |
| Мичиган                    | Элиза Кэтлин Шлиф        | Сэйнт Джосэф        | 23      | 5'8"  | 3-я Вице мисс  |                      | |
| Миннесота                  | Сара Кэхилл              | Уосика              | 24      | 5'8"  |                | Мисс фотогеничность  | В прошлом «Юная мисс Миннесота 1996» |
| Миссисипи                  | Эллисон Бладворт         | Гренада             | 21      | 5'8"  |                |                      | В прошлом «Юная мисс Миссисипи 1999» |
| Миссури                    | Тара Боллинджер          | Чэстерфилд          | 23      | 5'5"  |                |                      | |
| Монтана                    | Меган Монро              | Мизула              | 22      | 5'10" |                |                      | |
| Небраска                   | Джессика Переа           | Омаха               | 22      | 5'11" |                |                      | |
| Невада                     | Эшли Хафф                | Хендерсон           | 22      | 5'7"  |                |                      | В прошлом «Мисс Невада 2001» |
| Нью-Гэмпшир                | Рэйчел Рибек             | Лондондерри         | 24      | 5'7"  |                |                      | |
| Нью-Джерси                 | Ванесса Бейкер           | Мэрлтон             | 23      | 5'11" |                |                      | |
| Нью-Мексико                | Алина Огл                | Альбукерке          | 21      | 5'9"  | Топ 10         |                      | В прошлом «Юная мисс Нью-Мексико 1999» |
| Нью-Йорк                   | Надя Бехетт              | Бей-Ридж            | 25      | 5'7"  |                |                      | |
| Северная Каролина          | Кристен Люнеберг         | Дарем               | 22      | 5'9"  |                |                      | В прошлом «Юная мисс Северная Каролина 1998» |
| Северная Дакота            | Саманта Эдвардс          | Фарго               | 23      | 5'7"  |                |                      | |
| Огайо                      | Кэндис Смит              | Дейтон              | 26      | 5'6"  |                |                      | Участник «Survivor: Tocantins». |
| Оклахома                   | Стар Уильямс             | Талса               | 22      | 5'8"  | Топ 10         |                      | |
| Орегон                     | Майя Мур                 | Портленд            | 21      | 5'8"  |                |                      | |
| Пенсильвания               | Камилла Янг              | Филадельфия         | 23      | 5'11" |                |                      | |
| Род-Айленд                 | Крисили Кеннеди          | Уорик               | 23      | 5'9"  |                |                      | Вице мисс седьмого сезона «The Bachelor». Позже участник первого сезона «Bachelor Pad».                                                                  |
| Южная Каролина             | Анна Хэнкс               | Белтон              | 21      | 5'10" | Топ 10         |                      | |
| Южная Дакота               | Джессика Лоуренс         | Брукингс            | 25      | 5'9"  |                |                      | Позже Миссис Айова Америка 2015 |
| Теннесси                   | Бет Худ                  | Кливленд            | 24      | 5'9"  | 4-я Вице мисс  |                      | В прошлом «Мисс Теннесси 2000» |
| Техас                      | Николь О’Брайан          | Фриндсвуд           | 20      | 5'6"  | 2-я Вице мисс  |                      | В прошлом «Юная мисс Техас 2000» и 1-я Вице мисс 1-я Вице мисс на «Юная мисс США 2000». Она и ее товарищ по команде заняли 3-е место «The Amazing Race». |
| Юта                        | Келли Чепмен             | Саут-Джордан        | 24      | 5'9"  |                |                      | |
| Вермонт                    | Дженнифер Рипли          | Берлингтон          | 20      | 5'7"  |                |                      | В прошлом «Юная мисс Вермонт 1999» Позже Миссис Вермонт Америка 2009                                                                                     |
| Виргиния                   | Мими Абрахам             | Алегзандрия         | 24      | 5'7"  |                |                      | |
| Вашингтон                  | Бринн Пэрриотт           | Пьюаллуп            | 25      | 5'6"  |                | Мисс Конгениальность | В прошлом «Мисс Вашингтон 2001» |
| Западная Виргиния          | Эми Томасон              | Бакханнон           | 24      | 5'6"  |                |                      | |
| Висконсин                  | Джудит Экерли            | Милуоки             | 26      | 5'8"  |                |                      | |
| Вайоминг                   | Джейми Горман            | Шайенн              | 22      | 5'7"  |                |                      | |

1 Возраст указан на момент участия

## Участие в других конкурсах
- Участницы «Мисс Америка»:
  - Стейси Стори (Аляска) — «Мисс Аляска 1995»
  - Эрин Капертон МакГрегор (Колорадо) — «Мисс Колорадо 1999»
  - Эшли Хафф (Невада) — «Мисс Невада 2001»
  - Бет Худ (Теннесси) — «Мисс Теннесси 2000»
  - Бринн Пэрриотт (Вашингтон) — «Мисс Вашингтон 2001»
- Участницы принимавшие участие в «Юная мисс США»:
  - Шерил Кроу (Делавэр) — «Юная мисс Делавэр 1997»
  - Мишель Долли Райт (Округ Колумбия) — «Юная мисс Округ Колумбия 1995»
  - Ташина Кастигар (Индиана) — «Юная мисс Индиана 1998»
  - Сьюзи Кастильо (Массачусетс) — «Юная мисс Массачусетс 1998» (Teen with Style)
  - Сара Кэхилл (Миннесота) — «Юная мисс Миннесота 1996»
  - Эллисон Бладворт (Миссисипи) — «Юная мисс Миссисипи 1999»
  - Алина Огл (Нью-Мексико) — «Юная мисс Нью-Мексико 1999»
  - Кристен Люнеберг (Северная Каролина) — «Юная мисс Род-Айленд 1998»
  - Николь О'Брайан (Техас) — «Юная мисс Техас 2000» (1-я Вице мисс «Юная мисс США 2000»)
  - Дженнифер Рипли (Вермонт) — «Юная мисс Вермонт 1999»
- Позже, четыре участницы появились на реалити-шоу:
  - Николь О'Брайан — «The Amazing Race[англ.]»
  - Крисили Кеннеди была Вице-мисс «The Bachelor[англ.]»
  - Бриттни Роджерс — «The Amazing Race[англ.]»
  - Кэндис Смит — «Survivor: Tocantins[англ.]»

## Судьи
- Кристиан Альфонсо[англ.]
- Брук Бёрк
- Винсент Лонго
- Гретхен Полемус
- Мелания Трамп